# 不二家
株式会社不二家（ふじや、英: Fujiya Co.,Ltd.）は、ケーキなど洋菓子を中心に菓子類の製造販売を主とする老舗の食品メーカー。洋菓子店のほかレストランをフランチャイズ展開している。1910年（明治43年）創業。2008年より山崎製パンの子会社となっている。
カスタマーメッセージは「すべてを『おかあさんのきもち』で」。

## 概要
社名は、創業者である藤井家の「藤」と日本のシンボルである「富士山」、そして「二つとない存在に」（不二）との意から。不二家のシンボルマークである「ファミリーマーク」のFには、不二家のイニシャルのほか、ファミリア（親しみやすい）、フラワー（花）、ファンタジー（夢）、フレッシュ（新鮮）、ファンシー（高級な・かわいらしい）の5つの意味が含まれている。デザイナーはレイモンド・ローウィ。
1960年代に、インダストリアルエンジニアリング（IE）やコーポレートアイデンティティ（CI）という、当時としては革新的な経営管理手法を導入し、フランチャイズチェーンの展開へつなげた。
イメージマスコットは、ペコちゃんとポコちゃん。キャッチコピーは「おいしさは、しあわせに向かう」である。ペコちゃんとポコちゃんは、日本ケンタッキー・フライド・チキンのカーネル・サンダース像に続いて、立体商標として1998年6月19日に登録された。
本社は、東京都文京区大塚に所在。後述の期限切れ原材料使用問題による業績悪化を最小限に抑えるため、東京都中央区銀座7丁目の本社ビルを売却し、2008年7月1日に現在地に移転した。
不二家では2月28日を「不二家の日」として感謝のキャンペーンを行っている。

## 沿革
- 1910年（明治43年）

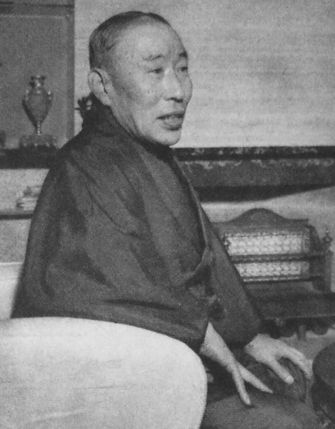
創業者・藤井林右衛門

  - 11月 - 藤井林右衛門が横浜市中区元町2丁目86番地に不二家洋菓子店を創業。
  - 12月 - 日本初のクリスマスケーキ販売を開始。
- 1914年（大正3年）- 元町店の隣に喫茶店「ソーダ・ファウンテン」を開業。
- 1922年（大正11年）1月 - 伊勢佐木町店開店。
- 1923年（大正12年）
  - 8月 - 銀座店開店。
  - 9月 - 関東大震災で被災、銀座店・伊勢佐木町店・元町店が火災で焼失。
- 1924年（大正13年）- 銀座店・伊勢佐木町店をバラック建てで営業再開。元町店は閉店。
- 1927年（昭和2年）1月31日 - 黒色青年同盟の暴徒が銀座を襲撃。銀座店が被害を受ける[4]。
- 1930年（昭和5年）
  - 1月 - 大森店開店。
  - 3月 - 合名会社不二家を設立。社長は創業者の藤井林右衛門、資本金10万円。
  - 5月 - 新宿店開店。
- 1931年（昭和6年）
  - 3月 - 銀座工場完成。
  - 5月 - 心斎橋店開店。
- 1934年（昭和9年）6月 - 四条店開店。
- 1938年（昭和13年）
  - 2月 - 伊勢佐木町店（現・横浜センター店）を再建。
  - 6月 - 株式会社第二不二家を設立。
  - 9月 - 株式会社第二不二家が、合名会社不二家を合併。
  - 12月 - 株式会社第二不二家が、株式会社不二家に商号変更。
- 1946年（昭和21年）8月 - 本社を東京都中央区銀座西七丁目6番地に移転。
- 1948年（昭和23年）- 藤井誠司（創業者・藤井林右衛門の次男）が2代目社長に就任（ - 1969年）。
- 1950年（昭和25年）- マスコットキャラクター「ペコちゃん」制定（翌年には「ポコちゃん」も制定）。
- 1951年（昭和26年）- 静岡県沼津市の工場において、主力商品の一つとなるミルクソフトキャンディ「ミルキー」を開発。同年販売開始[5]。
- 1953年（昭和28年）10月 - 銀座に数寄屋橋店開店。
- 1954年（昭和29年）-「パラソルチョコレート」の販売開始[6]。
- 1956年（昭和31年）10月 - 藤井食品合名会社が、合名会社不二家（2代目）に商号変更。
- 1957年（昭和32年）6月 - 数寄屋橋店にフランスキャラメルの広告大看板登場。
- 1958年（昭和33年）11月 - 株式会社不二家が、合名会社不二家（2代目）を吸収合併。
- 1959年（昭和34年）9月 - 神奈川県平塚市に平塚工場完成。
- 1962年（昭和37年）
  - 5月 - 北海道札幌市に札幌工場が完成。
  - 6月 - 東証第2部、大証第2部、名証第2部に上場。
  - 8月 - 不二家乳業株式会社を設立、乳製品製造分野に進出。
- 1963年（昭和38年）10月 - フランチャイズチェーン展開開始、フランチャイズ1号店として京都伏見店を開店。
- 1964年（昭和39年）- 桃の果汁飲料「不二家ネクター」の販売開始。
- 1965年（昭和40年）2月 - 東証、大証、名証、それぞれ第1部に指定替え。
- 1968年（昭和43年）
  - 8月 - 神奈川県秦野市に秦野工場完成。
  - 11月 - 埼玉県新座市に埼玉工場完成。
- 1969年（昭和44年）- 藤井総四郎（藤井林右衛門の4男）が3代目社長に就任（ - 1985年）。
- 1973年（昭和48年）
  - 英国ロントリー・マッキントッシュ社（1988年にネスレに買収された）と提携し、キットカットを発売する。
  - 12月 - 米国バスキン・ロビンス社との合弁会社として、ビー・アールジャパン株式会社（現在のB-R サーティワン アイスクリーム）を設立し、アイスクリームチェーン「サーティワン アイスクリーム」の店舗展開開始。
- 1977年（昭和52年）- 米国ペプシコ社と合弁で不二家フリトレーを設立（1990年に提携解消）。
- 1978年（昭和53年）3月 - 子会社・株式会社不二家ロードサイドレストランを設立。翌4月、ロードサイド店舗1号店として川口青木店開店。
- 1982年（昭和57年）- 仏国パリの洋菓子店「ダロワイヨ」とライセンス契約。
- 1984年（昭和59年）12月 - 不二家脅迫事件が発生。一連の事件は「グリコ・森永事件」として有名。
- 1985年（昭和60年）- 藤井和郎（藤井林右衛門の6男）が4代目社長（ - 1989年）、藤井五郎（藤井林右衛門の5男）が会長に就任（〜1989年）。
- 1989年（平成元年）
  - 藤井俊一（藤井五郎の息子）が5代目社長に就任（ - 1995年）。
  - 6月 - ネスレ社との菓子製造販売の合弁会社として、ネスレマッキントッシュ株式会社。を設立。のち2000年10月に株式売却。
  - 10月 - 完全子会社として株式会社ダロワイヨジャポンを設立。
- 1990年（平成2年）6月 - 静岡県裾野市に富士裾野工場完成。
- 1995年（平成7年）- 藤井林太郎（藤井誠司の息子）が6代目社長に就任（ - 2007年）。
- 1998年（平成10年）-「ペコちゃん・ポコちゃん」人形が特許庁から立体商標第一号として認可。
- 2003年（平成15年）- 藤井義郎と藤井正郎（いずれも藤井総四郎の息子）が取締役に就任。
- 2004年（平成16年）- 不二家ロードサイドレストランが、不二家の外食部門を統合し、株式会社不二家フードサービス（初代）に商号変更。
- 2005年（平成17年）- 藤井隆三（藤井和郎の息子）が不二家フードサービスの社長に就任。
- 2007年（平成19年）
  - 1月11日 - 消費期限切れの材料で一部洋菓子の製造が行なわれていたことが報道され、すべての洋菓子製品の製造販売を休止（後節にて記述）。
  - 1月15日 - 期限切れ原材料使用問題により、社長の藤井林太郎が責任放棄する形で辞任表明。
  - 1月22日 - 桜井康文取締役が7代目社長に就任。
  - 3月26日 - 山崎製パンと資本業務提携、休止していた製品の製造販売を再開。
  - 4月11日 - 山崎製パンに対して第三者割当増資を実施し、同社の持分法適用会社（35%出資）となる。
  - 8月1日 - 不二家フードサービス（初代）がレストラン事業について会社分割を行い、株式会社エフアンドビイが事業承継。同時に、エフアンドビイは株式会社不二家フードサービス（2代目）に、不二家フードサービス（初代）は株式会社FFSに、それぞれ商号変更。
  - 8月31日 - 銀座店閉店。
- 2008年（平成20年）
  - 7月1日 - 1946年以来使用していた銀座の本社ビルを売却し、文京区大塚2丁目15番6号に所在するニッセイ音羽ビル（現・オーク音羽ビル）6-9階へ移転。
  - 11月7日 - 筆頭株主の山崎製パンと新たに資本業務提携。
  - 11月27日 - 山崎製パンに対して第三者割当増資を再度実施、同社の子会社（51%出資）となる。
- 2010年（平成22年）8月25日 - ペコちゃんの新衣装を新宿高島屋でお披露目した。
  - 2010年11月で創業100年・ペコちゃん生誕60年を迎えるのに合わせた記念企画。東京モード学園にデザインを発注し、同校生徒の作品539点への高島屋の来店客による投票で新衣装を決定した。翌日8月26日より全国の店頭のペコちゃんが一斉に新衣装となる[7]。
- 2011年（平成23年）
  - 1月5日 - 四条店閉店。
  - 8月22日 - ミルキー発売60周年を記念し「ペコちゃんミュージアム　ミルキータウン2011」が銀座6丁目の不二家銀座ビルにて9月4日まで開催。
- 2014年（平成26年）4月1日 - タカラブネやスイートガーデンを展開するスイートガーデンを、プレシアホールディングスから9億5000万円で取得し完全子会社とする。
- 2015年（平成27年）7月11日 - 平塚市美術館で「ペコちゃん展」開催。
- 2019年（平成31年）2月14日 - 河村宣行取締役が8代目社長に就任。
- 2020年（令和2年）
  - 10月29日 - 将棋のタイトル戦である叡王戦の主催者となることが発表された。対局中は不二家商品を詰め込んだお菓子ボックス[8]、タイトル戦では午前と午後のおやつに不二家のケーキやお菓子が用意され対局者に提供される。
  - 11月 - 創業110年・ペコちゃん生誕70年。
- 2021年（令和3年）
  - 3月12日 - ミルキー発売70周年を契機に新業態「milky70 since1951」を銀座数寄屋橋に開店[9]。
  - 3月24日 - 社外取締役として女優の酒井美紀が就任[10][11]。
  - 7月1日 - 不二家フードサービスを不二家に吸収合併[12]。

## 歴代社長
不二家代表取締役
- 藤井林右衛門：1938年 - 1949年
- 藤井誠司：1949年 - 1969年

不二家社長
- 藤井総四郎：1969年 - 1985年
- 藤井和郎：1985年 - 1989年
- 藤井俊一：1989年 - 1995年
- 藤井林太郎：1995年 - 2007年
- 桜井康文：2007年 - 2019年
- 河村宣行：2019年 -

## 工場
- 札幌工場（北海道札幌市豊平区）
- 山形工場（山形県山形市）
- 野木工場（栃木県下都賀郡野木町）
- 埼玉工場（埼玉県新座市）
- 平塚工場（神奈川県平塚市）
- 秦野工場（神奈川県秦野市）
- 富士裾野工場（静岡県裾野市）
- 泉佐野工場（大阪府泉佐野市）
- 吉野ヶ里工場（佐賀県神埼郡吉野ヶ里町）

## 店舗
現行店舗については店舗検索を参照。

## 商品

### ケーキ・洋菓子
- クリスマスケーキ
- ショートケーキ
- シュークリーム

### チョコレート
- ルックチョコレート

### キャンディ
- ミルキー
- ソフトエクレア

### ビスケット・パイ
- カントリーマアム
- ホームパイ

### 飲料
- 不二家ネクター
- レモンスカッシュ

### かつての製品
- キットカット

## 不祥事・事件

### 1970年ミックスネクターの回収
1970年、缶入り飲料から基準値を超える缶由来のスズが検出される事例が続出、東京都による検査の中で、不二家ミックスネクターも1ppmの基準値超過が確認された。超過量は僅かではあったが時間の経過とともに溶け出すスズの量が多くなるとして、市場に出荷された約7万本の回収が行われた。

### 期限切れ原材料使用問題

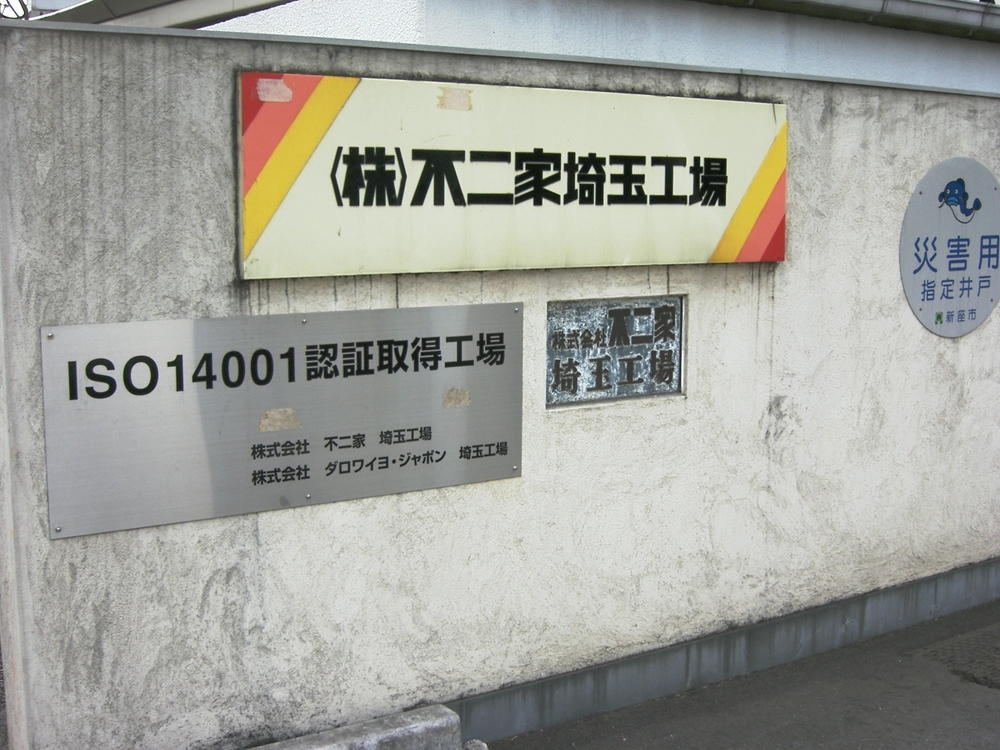
不二家・埼玉工場

埼玉県新座市の同社埼玉工場でシュークリームを製造する際、2006年10月と11月にかけて計8回にわたり賞味期限が切れた（実際は「社内規定の使用期限」が切れた）牛乳を使用していた。このことは、同年11月までに社外プロジェクトチームの調査によって判明し、11月13日に管理職など約30人に向けてこの件に関する報告書を配布していた。この報告書の中に「マスコミに知られたら雪印乳業（雪印集団食中毒事件）の二の舞になることは避けられない」という表現があったが、これは不二家に委託された外部コンサルタント会社が危機意識を喚起する意図で使った表現だったとされる。
結局、洋菓子需要の繁忙期であるクリスマス商戦を乗り切った後の2007年1月10日に、労働組合員からの内部告発を受けた報道機関の手により公になった。翌11日になって同社は洋菓子の製造販売を一時休止する措置をとったが、以降もずさんな食品衛生管理の事例が明らかになり、企業倫理に欠ける安全を軽視した姿勢や隠蔽体質に対して、消費者から1,700件を超える苦情が不二家に殺到するなど批判が出た。
後に不二家が設置した信頼回復対策会議の報告によると、2006年当時の報告書には不自然な点が多く、社外プロジェクトチームに対する不信感が募っていたため、報告書を公表しなかったとしている。
これがきっかけで食品偽装問題が相次いで発覚し、新語・流行語大賞のトップテンに「食品偽装」が、今年の漢字に「偽」が選出されている。

#### 判明した問題
- 1月10日 - 同社が「消費期限切れ」の牛乳をシュークリーム製造の際に使用していたと報じられるが、実際は「社内規定の使用期限」であった。
- 1月11日 - 社長らがこの問題についての釈明会見を開いた[15]。またその席上で、消費期限切れの鶏卵を用いたシュークリーム（2006年8月頃）、消費期限切れのリンゴの加工品を用いたアップルパイ、厚生労働省の定めたガイドラインである洋生菓子の衛生規範（食品衛生法ではない）に定められた値の10倍・社内規定の100倍を超す細菌が検出されたシューロール、社内基準を超過した賞味期限表示を行ったプリンなどの品質基準未達製品を出荷していたこと、埼玉工場で月に数十匹のネズミが捕獲されていたことを公表[16][17]。
- 1月14日 - 2006年11月に関東地方で同社の洋菓子を食べた消費者から腹痛や嘔吐などの健康被害を訴える苦情が釈明会見以降、数件寄せられている事実を公表[18]。
- 1月16日 - 泉佐野工場製の「ペコちゃんのほっぺ」で、1995年6月にブドウ球菌による食中毒が発生していた事実を公表していなかったことが明らかになった。患者が20人未満であったため、報告を受けた保健所は公表せず[19]。
- 1月17日 - 厚生労働省と農林水産省は社長に出頭を求め、衛生管理体制の徹底を指導[20]。埼玉県による埼玉工場の2度目の立ち入り検査の結果、「ない」とされていた14種類の「原料消費・賞味期限チェック表」記録簿が発見された。埼玉県は食品衛生法第28条に基づき、同工場から出荷された全製品についての製造記録の報告を1月23日までに提出するよう要請[21]。
- 1月18日 - プリンなどの消費期限を社内基準より長く表示していた問題で、同社が農水省の聞き取り調査に対し「もともと安全に食べられる期間より短く設定しており、1日長くしても問題ないと現場が判断したのではないか」と説明していたことが判明。同社は商品テストなどで設定した「安全に食べられる期間」の80%を、消費期限に設定しているという[22]。
- 1月19日 - 同社が製造したチョコレート製品に、蛾の幼虫が混入していたこと、製品回収を実施しなかった事実が判明[23][24]。
- 1月26日 - 泉佐野工場における衛生基準を国の定める規範より緩くしていた事実が判明[25]。
- 1月27日 - 埼玉工場におけるプリンの消費期限延長問題で埼玉県は食品衛生法違反の疑いがあると指摘[26]。
- 1月28日 - 農林水産省は「工場内の移動は違法でない。」との見方を示し、「消費期限延長は可食期間内に収まっている」と厳重注意にとどめた[27]。
- 1月30日 - 泉佐野工場が大阪府の保健所から食品衛生法に基づく業務改善命令を受ける。消費者からの異物混入などに関する苦情・問い合わせが、2005年12月から2006年11月の1年間で1693件に達していた事を発表。
- 1月31日 - 小売り向け一般菓子を製造している3工場が取得している品質管理の国際規格「ISO 9001:2000」について、検査機関SGSジャパンの再審査の結果、基準を満たしていない事実が判明。

#### 事件の影響
- 1月11日より洋菓子の製造・販売を休止した。また同日より同社ウェブサイトは一部商品情報を除いて、全て謝罪文のページにリダイレクト（自動転送）された。この措置により株主向け開示資料を含む企業情報が一時閲覧不能となった。
- 1月12日 - 東急ストアやクイーンズ伊勢丹などのスーパーマーケットが、洋菓子工場以外で製造されているものも含めた全ての同社製品について、全店舗の売り場から撤去を始めた[28]。
- 1月15日 - セブン&アイホールディングス、イオンの各グループのスーパーマーケット・コンビニエンスストアや、ローソンなどでも同社製品の撤去を決めた[29]。
- 1月16日 - 同日より事件発覚後も営業を続けていた東京・神楽坂の「ペコちゃん焼き」の販売を休止した[30]。
- 1月19日 - TBS番組「みのもんたの朝ズバッ!」にて粉飾決算の疑惑が指摘される。
- 1月22日 - 一連の不祥事の責任をとる形で、藤井林太郎社長が退任。臨時取締役会が開かれ、当社初の創業家以外の社長となる桜井康文取締役を社長に昇格させる人事を決定、同日就任した[31]。
- 1月26日 - 藤井林太郎が子会社であるビー・アールサーティワンアイスクリーム株式会社の社外取締役を辞任[32]。
- 1月30日 - “飲料類については安全性は独自に確認した”としてソフトドリンクを取り扱っていたサッポロ飲料も、2月以降の販売休止を発表した[33]。
- 3月28日 - TBS番組「みのもんたの朝ズバッ!」が1月22日に「平塚工場の元パート従業員とする女性の証言をもとに、同工場で賞味期限切れのチョコレートを回収して、これを原料に新しいチョコレートを生産していた」などと報じた件について、不二家がTBSにクレームを付ける。TBSは一部問題点があったことを認めたものの、根幹部分については、信用できる根拠があると説明[34][35]。
- 3月30日 - 不二家が設置した信頼回復対策会議が、記者会見でTBS番組「みのもんたの朝ズバッ!」1月22日放送の内容が虚偽・捏造の疑いがあると発表[36][37]。
- 4月18日 - TBS「みのもんたの朝ズバッ!」が、番組内で1月22日の放送内容について「誤解を招きかねない表現だった」と謝罪[38]。
- 5月10日 - 不二家は翌5月11日から、製品の安全確保への取り組みを強調した内容で、テレビCMの放映を再開すると発表[39]。

#### 事件報道との対立
- その他、報道機関全般にみられた表現
  - 商品に消費期限切れの牛乳を使用していた事実に対して、食品衛生法などで規定された消費期限を過ぎていたかのように報じられたことがあった。実際に超過していたのは不二家社内で設定した消費期限であり、これは牛乳メーカーの消費期限よりも3日ほど短い。
  - 商品から大腸菌群が検出された事実に対して、大腸菌が検出されたかのように報じられたことがあったが、実際に検出が確認されたのは大腸菌によく似た性質を持つ他の菌である。
  - 商品から「洋生菓子の衛生規範」に定められた値を超す細菌が検出された事実に対して、食品衛生法の規定に違反していたかのように報じられたことがあった。洋菓子には食品衛生法による規定は存在せず、また「洋生菓子の衛生規範」に法的拘束力はない。

2008年12月、週刊新潮にFC店における賞味期限切れ商品の販売が再び発覚したと掲載されたが、不二家は事実誤認として抗議をしたという事である。

#### 業務支援
一部のマスメディアによると、不二家は財務力が弱く、雪印乳業の二の舞になるのではないかと懸念する声があった。
事態打開のため不二家とりそな銀行は、山崎製パンに対して品質管理などの業務支援を要請した。これを受けて2月5日、山崎製パンから衛生管理などの業務支援を受けることが発表された。現在は山崎製パンが51%出資している。
同社の第2位株主である森永製菓も同社支援を検討したが、2月2日に支援を見送ることを発表した。5月8日、保有する不二家株を全て売却した。
2007年3月1日、一部の工場で、一般菓子の生産が再開された。洋菓子についても、23日から販売を再開した。飲料は19日から販売再開。

## ホワイトデー
ホワイトデーの元祖は諸説あるが、1973年（昭和48年）に不二家とエイワが協力し、チョコレートのお返しにキャンディやマシュマロを贈ろうと『メルシーバレンタイン』キャンペーンを開催したとする新聞記事がある（読売新聞）。その中では“白（ホワイト）には「幸福を呼ぶ」「縁起が良い」という意味がある”ということで、バレンタインデーの1か月後にと称してホワイトデーを設定したと記事は伝えており、最古の記録となっている。

## 関連会社
- 株式会社ダロワイヨジャポン
- 株式会社不二家神戸
- BーRサーティワンアイスクリーム株式会社
- 不二家飲料果実株式会社
- 不二家乳業株式会社
- 日本食材株式会社
- 株式会社不二家システムセンター
- 不二家テクノ株式会社
- テクノ保険サービス株式会社

## テレビ番組
- 日経スペシャル ガイアの夜明け 食の安全管理とは?～不二家問題の背景～（2007年2月20日、テレビ東京）[47]

## 提供番組
現在
- サン!シャイン（フジテレビ系）月・水・金曜の8:30 - 9:30頃
- 土曜はナニする!?（関西テレビ制作・フジテレビ系）
- それいけ!アンパンマン（日本テレビほか一部系列局[注 1]）
- オーイ!とんぼ（テレビ東京系）
- それSnow Manにやらせて下さい（TBS系）
- 日5（毎日放送制作・TBS系）
- TBSラジオ時報 - 平日・週末の15時に放送。関東ローカル。
- 不二家 presents Snow Manの素のまんま（文化放送）

過去（一社提供）
- 不二家の時間（TBS）
- セブンティーン（日本テレビ系）
- 夢をそだてよう（日本テレビ系）
- ちびっこギャング（NET系）
- 不二家歌謡ベストテン（ニッポン放送）

過去（各社提供）
- とことんやれ大奮戦!（日本テレビ系）
- 機動警察パトレイバー（日本テレビ系）
- スーパーロボット レッドバロン（日本テレビ系）
- 新オバケのQ太郎（日本テレビ系）
- お昼のワイドショー（不二家チェーン名義、日本テレビ系）
- ヒルナンデス（日本テレビ系）-火曜日の2023年10月から12月まで提供。
- ザ・チャンス!（TBS系）
- 痛快なりゆき番組 風雲!たけし城（TBS系）
- まんがはじめて物語（TBS系）
- 火曜ワイドスペシャル（フジテレビ系）
- 銀河鉄道999（フジテレビ系）
- 2時のホント（フジテレビ系）
- 情報プレゼンター とくダネ!（フジテレビ系）※めざまし8変更後もスポンサーは継続
- 聖闘士星矢（初期のアニメ）（テレビ朝日系）
- にじいろジーン（関西テレビ制作・フジテレビ系）
- ファンファンキティ!（テレビ東京系）
- スクールランブル(テレビ東京系）※第1期のみ。
- イナズマイレブン（テレビ東京系）※2008年10月から2009年3月まで。
- ダンボール戦機(テレビ東京系)※2011年4月から9月まで。
- サンリオキャラクターズ ポンポンジャンプ!（BSフジ）
- JFN時報 - 平日の23時に放送。2012年9月から提供に就いていたが、2020年3月で終了。

## CM出演者
現在
- 上白石萌音 - ミルキー[48]
- Snow Man - ルックチョコレート、不二家洋菓子店
- 藤井聡太 - ON・OFF
- 菅沼菜々[注 2] - ハートチョコレート[50]
- 上田桃子[注 3] - 不二家ネクター[52]

過去
- 中田喜子 - 不二家洋菓子店
- 江川卓 - 不二家ネクター、ザ・ニューヨーク
- 杉田かおる - 不二家洋菓子店
- 新田純一 - ルックチョコレート
- 高橋真美 - 不二家洋菓子店
- 宇沙美ゆかり - パフィ
- 梅宮辰夫 - パフィ
- 後藤久美子 - キットカット
- 宮沢りえ - キットカット
- 三田佳子 - ミセスガレット
- Ya-Ya-yah-ファイブスター
- 大塚愛 - ルックチョコレート
- 中川翔子 - ルックチョコレート
- ローラ - ミルキー
- 前田敦子 - 生ミルキー、カントリーマアム、不二家洋菓子店
- 伊原六花 - ルックチョコレート